# Karangwangun
Karangwangun is een bestuurslaag in het regentschap Cirebon van de provincie West-Java, Indonesië. Karangwangun telt 6482 inwoners (volkstelling 2010).